# Аферово (Ярославская область)
Аферово — деревня в Большесельском сельском поселении Большесельского района Ярославской области.

## Население
По данным статистического сборника «Сельские населенные пункты Ярославской области на 1 января 2007 года», в деревне Аферово проживает 9 человек.  По топокарте на 1973 год в деревне проживало 10 человек .

## География
Деревня расположена к югу от районного центра Большое село, на удалении около 500 м от правого восточного берега реки Молокша, левого притока Юхоти. Выше Аферово по течению, в 1 км к югу стоит деревня Малечкино, а в 1 км к северу, вниз по течению деревня Высоково. Через Высоково по западной околице Аферово вдоль Молокши проходит дорога к Большому Селу, переходящая около Аферово с правого берега на левый. Деревни Высоково, Аферово и Малечкино стоят на протянувшемся вдоль реки поле, окружённом лесами. К востоку от Аферово находится болото диаметром около 1 км. К югу от этого болота на расстоянии 1 км к юго-востоку от Аферово стоит деревня Кальяки. В заболоченных лесах к востоку от Аферово находится истоки текущей на юг реки Могза из бассейна реки Которосль .